# 鮎沢乗光
鮎沢 乗光（あゆざわ のりみつ、1942年 - ）は、英文学者。立正大学文学部文学科（英語英米文学専攻コース）元教授。
1968年東京都立大学 (1949-2011)大学院博士課程中退。横浜国立大学助教授、教授、90年ころ立教大学文学部教授、2000年以後東京女子大学教授、2009年立正大学文学部教授。

## 著書
- トマス・ハーディの小説の世界 開文社出版 1984.3
- イギリス小説の読み方 オースティン、ブロンテ姉妹、エリオット、ハーディ、フォースター 南雲堂 1988.11

## 翻訳
- オーウェル著作集 2-4 平凡社 1970-71
- イギリス小説鑑賞 ヴィクトリア朝初期の作家たち デイヴィッド・セシル 開文社出版 1983.2
- ブルーワー英語故事成語大辞典 E.C.ブルーワー 加島祥造主幹 大修館書店 1994.5
- アグネス・グレイ / アン・ブロンテ ブロンテ全集 8 みすず書房 1995.8
- 女性たちのイギリス小説 メリン・ウィリアムズ 原公章,大平栄子共訳 南雲堂 2005.2
- キャスタブリッジの町長 トマス・ハーディ全集 10 大阪教育図書 2010.4
- パトリシャ・インガム　『トマス・ハーディ』（時代のなかの作家たち３）　彩流社　2012.7